# Commission de l'Union africaine
La Commission de l'Union africaine est le secrétariat de l'Union africaine. Elle dispose, à l'instar de la Commission européenne, de fonctions exécutives.

## Histoire
Ses membres sont au nombre de dix parmi lesquels un président et un vice-président et huit commissaires. Son rôle est de représenter l'Union et de protéger ses intérêts sous l'égide de la Conférence (l'Assemblée des chefs d’État et de gouvernement) et du Conseil exécutif.
La mission de la Commission est d'être un moteur de l'intégration africaine et du processus de développement du continent en collaboration avec les États membres de l'Union, les Communautés économiques régionales et les citoyens africains.
Les principes directeurs de l’action de la Commission sont la subsidiarité et la complémentarité envers l'ensemble des organes, institutions, Communautés régionales et États membres de l’UA, la coordination et la coopération avec lesdites Communautés et la cohérence des politiques menées.

## Composition
La Commission se compose de dix membres parmi lesquels un président et un vice-président. Les huit autres membres sont des Commissaires ayant chacun un portefeuille déterminé, à savoir :
- Paix et Sécurité
- Affaires politiques
- Infrastructure et Énergie
- Affaires sociales
- Développement humain, Science et Technologie
- Commerce et Industrie
- Économie rurale et Agriculture
- Affaires économiques